# Референдумы в Швейцарии (1969)
Референдумы в Швейцарии проходили 1 июня и 14 сентября 1969 года. Июньский референдум по федеральному закону о Швейцарских федеральных технологических институтах был отклонён 66% голосов. В сентябре прошёл конституционный референдум относительно земельного закона и был одобрен 56% голосов.

## Результаты

### Июнь: Швейцарские федеральные технологические институты
| Выбор                                | Голосов   | %    |
| ------------------------------------ | --------- | ---- |
| За                                   | 179 765   | 34,5 |
| Против                               | 341 548   | 65,5 |
| Пустых бюллетеней                    | 28 246    | –    |
| Недействительных бюллетеней          | 1 033     | –    |
| Всего                                | 550 592   | 100  |
| Зарегистрированных избирателей/ Явка | 1 623 226 | 33,9 |
| Источник: Nohlen & Stöver            |           |      |

### Сентябрь: Конституционная поправка по земельному закону
| Выбор                                | Общее голосование | Общее голосование | Кантоны | Кантоны | Кантоны |
| Выбор                                | Голосов           | %                 | Полных  | Полу-   | Всего   |
| ------------------------------------ | ----------------- | ----------------- | ------- | ------- | ------- |
| За                                   | 286 282           | 55,9              | 17      | 5       | 19,5    |
| Против                               | 225 536           | 44,1              | 2       | 1       | 2,5     |
| Пустых бюллетеней                    | 22 977            | –                 | –       | –       | –       |
| Недействительных бюллетеней          | 1 035             | –                 | –       | –       | –       |
| Всего                                | 535 830           | 100               | 19      | 6       | 22      |
| Зарегистрированных избирателей/ Явка | 1 626 593         | 32,9              | –       | –       | –       |
| Источник: Nohlen & Stöver            |                   |                   |         |         |         |